# Saint-Brisson
Saint-Brisson är en kommun i departementet Nièvre i regionen Bourgogne-Franche-Comté i de centrala delarna av Frankrike. Kommunen ligger i kantonen Montsauche-les-Settons som tillhör arrondissementet Château-Chinon (Ville). År 2022 hade Saint-Brisson 252 invånare.

## Befolkningsutveckling
Antalet invånare i kommunen Saint-Brisson
| Referens: INSEE |